# Генерал пјешадије
Генерал пјешадије (рус. генерал от инфантерии) био је војни чин II класе у Табели рангова у Руској Империји. Обраћало му се са „Ваше високопревасходство“.
Овај чин је одговарао поморском чину адмирала и грађанском чину активног тајног савјетника. Император Павле I Петрович је установио овај чин 29. новембра 1796. замјенивши дотадашњи чин генерал-аншефа. Генерал пјешадије је по дужности могао бити генерал-инспектор пјешадије или војног наоружања, командант војног округа или командант велике војне формације (корпуса, армије, фронта).
Чин је укинут декретом Совјета народних комесара 16. новембра 1917. године.